# آرثر هوبكينز
آرثر هوبكينز (بالإنجليزية: Arthur Hopkins)‏ هو مخرج أمريكي، ولد في 4 أكتوبر 1878 في كليفلاند في الولايات المتحدة، وتوفي في 22 مارس 1950.

## وصلات خارجية
- آرثر هوبكينز على موقع IMDb (الإنجليزية)
- آرثر هوبكينز على موقع قاعدة بيانات برودواي على الإنترنت (الإنجليزية)
- آرثر هوبكينز على موقع قاعدة بيانات الفيلم (الإنجليزية)